# Moustoir-Ac
Moustoir-Ac (en bretó Moustoer-Logunec'h) és un municipi francès, situat a la regió de Bretanya, al departament d'Ar Mor-Bihan. L'any 2006 tenia 1.552 habitants.

## Demografia
| 1962                                       | 1968  | 1975  | 1982  | 1990  | 1999  |
| ------------------------------------------ | ----- | ----- | ----- | ----- | ----- |
| 1.280                                      | 1.470 | 1.309 | 1.342 | 1.423 | 1.476 |
| Des de 1962: població sense dobles comptes |       |       |       |       |       |

## Administració
| Període   | Identitat           | Partit |
| --------- | ------------------- | ------ |
| 2001-2008 | Hubert de la Forest |        |
| 2008-     | Alain Jouan         |        |